# Otdalionni
Otdalionni (del ruso: Отдалённый) es un posiólok del raión de Apsheronsk del krai de Krasnodar, en Rusia. Está situada en las vertientes septentrionales del Cáucaso Occidental, a orillas del río Psheja (a la altura de la desembocadura en él del Tugups), afluente del Bélaya, que lo es del Kubán, 43 km al sur de Apsheronsk y 121 km al sureste de Krasnodar, la capital del krai. Tenía 450 habitantes en 2010.
Es cabeza del municipio Otdaliónnoye, al que pertenecen asimismo Vérjniye Tuby, Novi Rezhet, Rezhet y Tuby.